# Scaramouche (Milhaud)
Scaramouche, op.165b è una suite in tre movimenti scritta dal compositore francese Darius Milhaud. Sotto lo stesso numero d'opera esiste in due diverse versioni scritte nello stesso periodo: per due pianoforti (op.165b) e per sassofono e orchestra (op.165c, 1939) sebbene la più conosciuta sia quella per due pianoforti.

## Storia
Nel 1937 a Milhaud venne chiesto di scrivere una breve e briosa suite per due pianoforti dalla sua pianista e importante didatta Marguerite Long che voleva un nuovo brano da far suonare alle sue ex allieve Marcelle Meyer (già vecchia amica di Milhaud dai tempi del Gruppo dei Sei) e Ida Jankelevitch per l'Esposizione Internazionale del luglio di quell'anno.
Milhaud approfittò di una sua recente composizione intitolata "Le medécin volant" ("Il medico volante" op.165); si trattava delle musiche di scena di una piéce teatrale dell'amico Charles Vildrac, adattamento per bambini di un'opera di Molière rappresentata per la prima volta il maggio precedente al Theatre Scaramouche negli Avenue des Champs-Élysées. Da qui trasse sia il titolo della nuova composizione che il primo e l'ultimo movimento, mentre mutuò il secondo da "Bolivar" (op.148, 1935), musica di scena per un'opera di Jules Supervielle.

### La pubblicazione
Milhaud non volle che la sua composizione fosse subito pubblicata in quanto temeva che questa semplice opera danneggiasse la dignità delle sue opere più importanti e più impegnate. Il suo editore Raymond Deiss lo spinse tuttavia a pubblicarla e solo poco tempo dopo questi riferì all'autore "Gli americani me ne stanno chiedendo 500 copie e altre 1000 me ne sono state richieste da altre parti".

## Caratteristiche
La suite è scritta in senso fortemente politonale e in particolare l'uso della bitonalità è molto ricorrente. Le melodie sono semplici e di grande accessibilità e sono supportate da un ritmo incalzante e, specialmente nell'ultimo movimento, fanno riferimento alla musica sudamericana che l'autore aveva frequentato negli anni della prima guerra mondiale.

## Le altre versioni
Oltre alle due già menzionate versioni ne esistono altre due dell'autore stesso per clarinetto e orchestra o pianoforte (op.165d) e per sassofono contralto e pianoforte, Jascha Heifetz ha curato quella per violino e pianoforte, trascrivendo solo gli ultimi due movimenti. Diverse altre versioni, non dell'autore, sono state realizzate: per sassofono e quintetto a fiati, per orchestra di fiati ecc.
Le prime esecuzioni delle diverse versioni furono affidate a Marcelle Meyer e Ida Jankelevitch che la eseguirono il 1º luglio 1937 a Parigi; a Marcel Mule (dedicatario della versione per sassofono) nel giugno 1940 su Radio Parigi; la versione per clarinetto e orchestra invece venne eseguita la prima volta da Benny Goodman nel 1941 a New York.
Esistono diverse registrazioni dei protagonisti di questa composizione: Milhaud e la Meyer registrarono la versione per due pianoforti nel 1938 mentre Long e Meyer registrarono un 78 giri.